# Winkfield Row
Winkfield Row – osada w Anglii, w Berkshire, w dystrykcie (unitary authority) Bracknell Forest. Leży 5 km od miasta Bracknell i 18 km od miasta Reading. W 2001 miejscowość liczyła 1777 mieszkańców.